# I Could Never Take the Place of Your Man
«I Could Never Take the Place of Your Man» — песня американского музыканта Принса. Четвёртый и последний сингл из девятого студийного альбома певца Sign «☮» the Times.

## Список композиций
- 7" (номер в каталоге Paisley Park — 9 28288-7, 7-28288)[3]

| №  | Название                                          | Длительность |
| -- | ------------------------------------------------- | ------------ |
| 1. | «I Could Never Take the Place of Your Man (fade)» | 3:46         |

| №  | Название           | Длительность |
| -- | ------------------ | ------------ |
| 2. | «Hot Thing (edit)» | 3:40         |

## Участники записи
- Принс — музыка, текст, вокал, бэк-вокал, инструменты, аранжировка

## Позиции в чартах
| Чарт (1987)             | Высшая позиция |
| ----------------------- | -------------- |
| Бельгия (Валлония)      | 28             |
| Великобритания          | 29             |
| Канада                  | —              |
| Нидерланды              | 30             |
| Новая Зеландия          | 9              |
| США (Hot 100)           | 10             |
| США (R&B/Hip-Hop Songs) | 14             |